# 小金井市立緑小学校
小金井市立緑小学校（こがねいしりつ みどりしょうがっこう）は、東京都小金井市緑町四丁目にある市立小学校。
市内で8番目の公立小学校として1969年にできた。

## 概要
緑小学校は、小金井市立小金井第二小学校と小金井市立小金井第三小学校の校区の一部編成替えにより1969年（昭和44年）に開校した。
当時は、ドーナツ化現象により都心から郊外へと人が移ってきた年であった。そのため、上記であげた小学校のみでは収まりきらず、緑小学校が誕生した。それでも、あまりの人数に校舎建設が追い付かず、しばらくはプレハブ校舎での勉強を余儀なくされた。校庭も整備が追い付かず、ひとたび雨が降ると、校庭は水たまりだらけになってしまった。
1995年、卒業制作としてビオトープが作られた。ビオトープは、オタマジャクシやカナヘビ、アメンボなどの水生昆虫、運がよいと鳥たちもやってくる。多くの昆虫や爬虫類などが生活する自然豊かな環境である。

## 教育目標
- 1「たくましい　子ども」
- 2「すすんでする　子ども」
- 3「たすけあう　子ども」
- 4「かんがえる　子ども」

## 沿革
- 1969年4月1日 - 開校[1]
  - - 校舎第1期・第2期工事完工（普通教室17、特別教室3）
  - - 給食開始
  - - 校舎第3期工事完工（体育館、普通教室3、特別教室3）
- 1971年3月6日 - 校歌制定
- 1973年 - 校舎第4期工事完工（普通教室6、特別教室2）
- 1974年 - 自転車安全運転コンテスト[要出典]東京都第2位
- 1977年 - 校庭散水施設新設
- 1979年 - 校舎第5期工事完工（新校舎）
- 1985年 - インフルエンザにより31学級が学級閉鎖
- 1995年 - ビオトープ完成（卒業制作）
- 2004年 - 英国教師視察団来校
- 2017年4月13日 - 平成29年度オリンピック・パラリンピック教育アワード校[2]
- 2018年4月12日 - 平成30年度オリンピック・パラリンピック教育アワード校
- 2019年4月12日 - 平成31年度オリンピック・パラリンピック教育アワード校
- 2020年
  - 4月1日 - コミュニティ・スクールに指定。[3]
  - 4月 - 令和2年度オリンピック・パラリンピック教育アワード校

## 校歌・校章・音頭

### 校歌
- 校歌は、1971年（昭和46年）に3月6日に初代緑小学校長が作詞し制定された。作曲は田中準。[1]

### 校章
- 校章は、「緑小」の文字の周りをひまわりの花弁で囲った意匠。1969年10月9日に本校開校時の教諭により製作された。

### 音頭
- 1978年（昭和53年）の開校10周年記念式典の際に緑小音頭が完成。

## 通学区域
関野町1 - 2丁目、緑町2丁目3～5・11～14・16・17番、緑町3 - 4丁目、本町3丁目、桜町1丁目

## 校区内の主な施設
- 小金井市立緑中学校（進学先中学校）
- 東京都立小金井北高等学校